# David Dephy
David Dephy (georgisch დავით დეფი; eigentlich Dawit Depi Gogibedaschwili; georgisch დავით დეფი გოგიბედაშვილი; * 21. Juni 1968 in Tiflis, Georgische SSR, UdSSR) ist ein georgischer Schriftsteller und Poet.

## Leben
1992 absolvierte er die Staatliche Kunstakademie in Tiflis. Später arbeitete er für Radiosender, Zeitungen und den Fernsehsender Zweiter Kanal mit einer eigenen Autorensendung MzeRA (dt. Der Blick).
1995 bis 2000 wirkte er in Filmen der Regisseure Otar Iosseliani und Nana Dschordschadse mit. Er ist Veranstalter und Teilnehmer verschiedener Performances und literarischer Abende. Während der Rosenrevolution im November 2003 zählte er zu den Organisatoren der Proteste.
Am 21. Mai 2004 gründete er den poetischen Orden Samkauli (dt. Die Schätze). Er veranstaltete die vierteilige Dichteraktion Vier Naturkräfte, hat das Buch Samkauli  und das zweiteilige Hörbuch Fahrt mich gen Himmel herausgegeben. Während der russischen Intervention 2008 gründete er das Komitee der Bürgersolidarität und die Bewegung Stopp Russia. 2008 verwirklichte er das poetische Projekt Observatorium, eine Autorenlesung seiner Dichtungen mit Quadrophonie mit der Erstaufführung am Internationalen Literarischen Forum in der Ukraine, Lemberg.

## Werk

### Prosa
1993 begann er mit seinem literarischen Wirken in Prosa und Poesie. 1994 erschien das Essaybuch Die Tote Zeit, die Beschreibung eines Menschenschicksals in der damaligen Welt. Das Buch enthält Zitate aus der Bibel und stellt einen Zusammenhang mit der menschlichen Psyche her. 2000 erschien P.S. Dabei handelt es sich um Dialoge mit den Buchpersonen in autorisierten Texten. 2003 werden nacheinander seine drei Romane verlegt: Finde mich meinen Zwillingsbruder, Zauberbild des Dezembers und Der Morgen vor dem Wunder. Der Autor zeigt darin die grenzlosen phonetisch-syntaktischen Möglichkeiten der georgischen Sprache. Der Roman Finde mich mein Zwillingsbruder wurde ins Deutsche übersetzt. 2008 erschien das Hauptwerk Demna Gedevanishvili, ein zweiteiliger Roman mit Prolog und Epilog, sowie einer Fortsetzung im Internet.

### Poesie
2003 wurde die Gedichtesammlung Smaragd und Saphir veröffentlicht, eine neoromantische Dichtung, gekennzeichnet durch Mystik und Surrealismus. 2006 folgte seine poetische Trilogie da, ik, za, die aus drei Büchern besteht: „da“ (dt. Schwester), „ik“ (dt. dort), „za“ (dt. Himmel). Es ist eine weitere Forschung der Rhythmik und Musikalität im Zusammenhang mit menschlichem Atem und Herzschlag. Das Gedicht Das Herz schlägt ist ein Muster der Wortrhythmik, des Takts und des Wortklangs, wie eine Einheit des Pulsschlags.
2007 erschienen die Gedichtsammlung Samkauli und das Hörbuch Fahrt mich gen Himmel, das unter jungen Georgiern zu einem Kultbuch wurde. Die Herausgabe der Gedichte wurden mit rituellen Handlungen begleitet: 1. Naturkraft Feuer, einer Verbrennung von Gedichten, 2. Naturkraft Erde, wobei im Hof der Sameba-Kathedrale ein Granatapfelbaum gepflanzt und in den Baumwurzeln Gedichte begraben wurden,  3. Naturkraft Wasser, wobei im offenen Meer Flaschen mit Gedichten ins Wasser geworfen wurden.
2008 hat Gogibedaschwili ein neues Projekt unter dem Namen High Definition geschaffen. Dabei handelt es sich um ein Audio- und Videoalbum daphiony – Supernova Domine, dessen Teil Observatorium im September 2008 im ukrainischen Lemberg auf dem Internationalen Literaturforum aufgeführt wurde.

## Filmrollen
- 1996, Brigands, chapitre VII, Regie: Otar Ioseliani, Grand Prix der Internationalen Filmfestspiele von Venedig
- 2000, 27 verlorene Küsse, Regie: Nana Dschordschadse
- 2002, Drongo, Regie: Zinovi Roizman

## Werke
- Absolut New York. Poesie. Verlag Die Universitaet Georgiens. 2015
- Osterngedichte. Poesie. Verlag Shentsneba 2014
- Gott Ist Unter Euch. Poesie. Verlag Siesta. 2014
- Die Gesellschaft Der Beginn und Des Endes. Roman. Verlag Shemetsneba. 2014
- Alle Geheimnisse Der Welt. Roman. Verlag Siesta. 2014
- Wir Kommen Alle Lebendig Aus. Poesie. Verlag Book’s in Vake. 2012
- Demna Gedevanischwili. Roman. Verlag Books in Vake. 2012
- Daphiony Supernova Domine04/21/2012 - Live poetry performance at the Abastumani Observatory. 2012
- New York – Ledig House und Pen World Voices Fest - Poetry live show The Second Skin David Dephy und Laurie Anderson. Eben so Yusef Komunyakaa und Salman Rushdie. 2011
- Let Sakura Live. Live show der Poesie im Theater, dem Japan gewidmet. 2011
- Sevdya. Poesie. Verlag Books in Vake. Tbili 2011
- Dephy „SiakhLOVE Msopliostvis“ (Intimacy for World) unprecedented online poetry show, 65 thousand spectators in 16 countries. 2010
- Die Garten und Pandemonium. Roman. Verlag Siesta. Tbilisi, 2010
- Die Garten. Roman. Verlag Siesta. Tbilisi, 2010
- DaIqTsa. Gedichte. Verlag Siesta. Tbilisi, 2010
- DNA Symphony. Gedichte in drei Teilen. Verlag Schemezneba. Tbilisi, 2010
- Daphiony - Supernova Domine. Audioalbum der Gedichte, Sano Studio, Tbilisi, 2010
- Demna Gedevanischwili. Roman, Verlag Schemezneba, Tbilisi 2008
- ik. Gedichte, Siesta Publishers Group, Tbilisi 2008
- Samkauli: Fahrt mich gen Himmel. Audioalbum Verlag Schemezneba, Tbilisi 2007
- Samkauli. Gedichte, Verlag Schemezneba, Tbilisi 2007
- Der Prophet Chalil Gibran. Verlag Intelekti, Tbilisi 2007
- Finde mich mein Zwillingsbruder. Roman. Siesta Publishers Group, Tbilisi 2005, 2007
- da, ik, za. Gedichtensammlung, Siesta Publishers Group, Tbilisi 2006
- Der Morgen vor dem Wunder. Roman, Verlag Schemezneba, Tbilisi 2004
- Zauberbild des Dezembers. Roman, Verlag Schemezneba, Tbilisi 2003
- P.S. Gespräche, Verlag Saari, Tbilisi 2003
- Smaragd und Saphir. Gedichte, Siesta Publishers Group, Tbilisi 2003